# برنال (مدينة)
برنال (بالإنجليزية: Bernal, Argentina)‏ هي مدينة من مدن الأرجنتين. يبلغ عدد سكانها 130790 نسمة وذلك حسب إحصائيات سنة 2001. يبلغ ارتفاع المدينة عن سطح البحر قرابة 16 متر. تبلغ مساحتها 23.62 كم².

## أعلام
- دييغو ميليتو
- كلاوديو موسكا
- سباستيان رامبرتو
- لياندرو غودوي
- غابرييل ميليتو

## وصلات خارجية
- الموقع الإلكتروني